# Alfred Kranzfelder

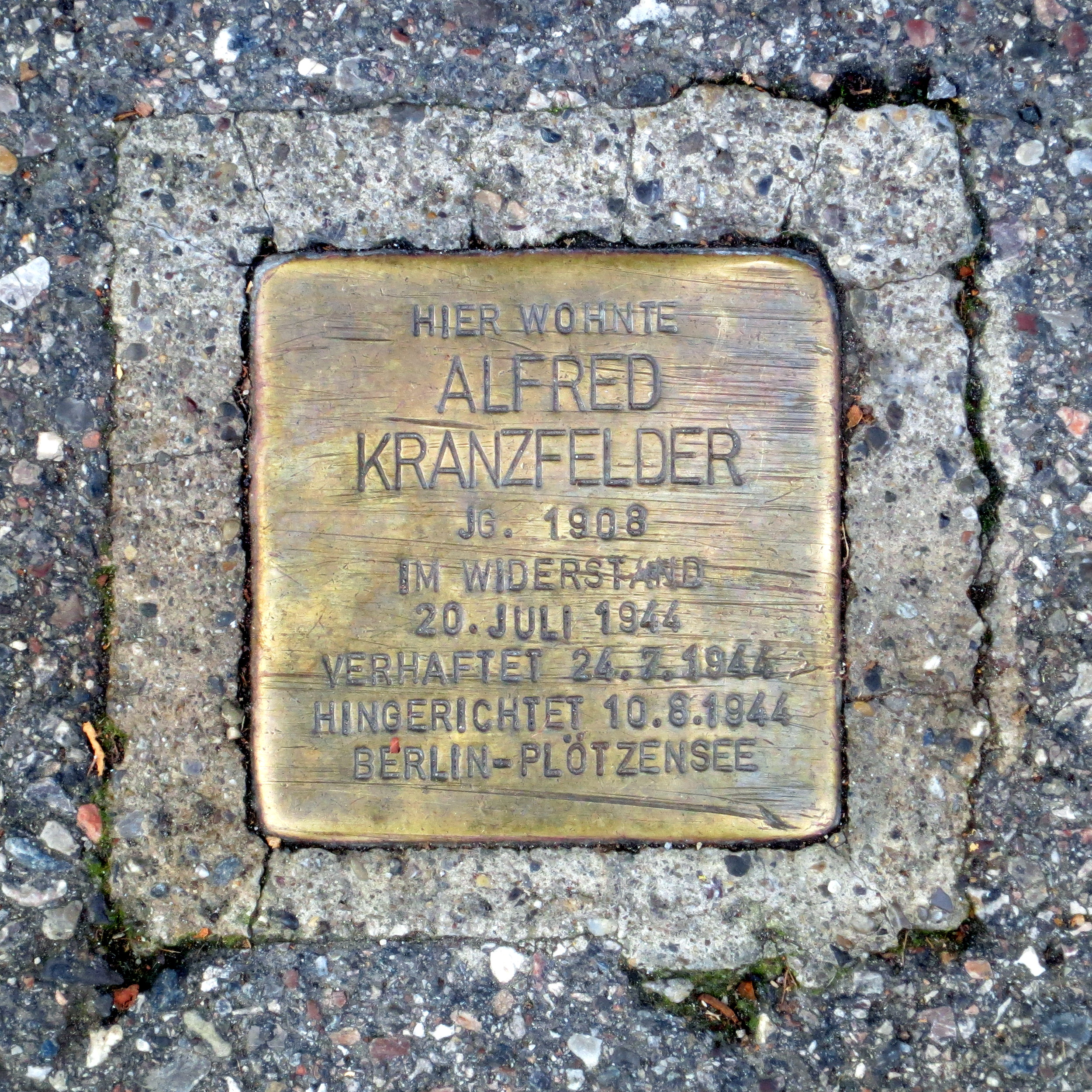
Stolperstein von Alfred Kranzfelder, Beethovenstraße 7 in Kempten (Allgäu)

Alfred Kranzfelder (* 10. Februar 1908 in Kempten; † 10. August 1944 in Berlin) war Korvettenkapitän im Oberkommando der Kriegsmarine und wurde als Widerstandskämpfer des 20. Juli 1944 ermordet.

## Leben

### Kindheit und Schule
Geboren wurde Alfred Kranzfelder als dritter Sohn des Landgerichtsdirektors Alfred Kranzfelder und seiner Ehefrau Marie in Kempten (Allgäu). Seine drei Geschwister hießen Helene, Richard und Heinrich.
Ab 1919 besuchte er das Humanistische Gymnasium in Kempten (heute Carl-von-Linde-Gymnasium Kempten), wo er 1927 seine Reifeprüfung ablegte. Davor war er ein Jahr lang auf einem Gymnasium in Regensburg. In seinem Abschlusszeugnis vom März 1927 wurden besonders seine Religionsprüfung, sowie der „gehaltvolle Deutschaufsatz, der von klarer Auffassung und sprachlicher Gewandtheit zeugte“ hervorgehoben. Seine Vorlieben und Interessen lagen in den mathematisch-naturwissenschaftlichen Fächern sowie bei Englisch und Sport.

### Marineoffizier
Obwohl er eher zu einem Studium tendiert hätte, bewarb er sich im November 1926 bei der Reichsmarine um Aufnahme, um die Offizierslaufbahn einzuschlagen. Nach Rücksprache mit seinem Schuldirektor wurde die Bewerbung angenommen. Am 5. April 1927 begann seine Ausbildung. Am 11. Oktober desselben Jahres wurde er zum Seekadetten ernannt, fast genau eineinhalb Jahre später zum Fähnrich zur See. Er war Lehrgangsbester seines Jahrgangs an der Marineschule in Flensburg-Mürwik und wurde so Crewältester der „Crew 27“. 1928 unternahm er dienstbedingt mehrere Fernreisen auf Schiffen der Reichsmarine, unter anderem führte ihn eine Ausbildungsfahrt in den Pazifischen Ozean und nach China. 1931 wurde er zum Leutnant zur See, 1933 zum Oberleutnant zur See befördert. Schon bald nach dem Ende seiner Ausbildung – in den frühen 30er Jahren – wurde er Lehrer an der Artillerieschule in Kiel. 1936 wurde er zum Kapitänleutnant ernannt und bekam die Dienstauszeichnung vierter Klasse. 1937 befand er sich an Bord des Panzerschiffes Admiral Scheer vor der spanischen Mittelmeerküste. Im Jahr 1939 lernte er seine spätere Verlobte Ruth kennen, mit der er bis zu seinem Tod eine Beziehung führte. 1940 wurde er aus gesundheitlichen Gründen – nach einer Erkrankung bestand Tuberkulosegefahr – nach Berlin versetzt, wo er fortan als Referent in der Operationsabteilung der Seekriegsleitung beim Oberkommando der Kriegsmarine tätig war und völkerrechtliche sowie politische Fragen bearbeitete. 1941 wurde er zum Korvettenkapitän befördert. Er bekam mehrere Auszeichnungen, darunter auch das Kriegsverdienstkreuz 2. und 1. Klasse mit Schwertern und die Dienstauszeichnung dritter Klasse.

### Persönliche Einschätzung
Teilweise hielten ihn seine Mitmenschen für einen zurückgezogenen, kontaktarmen Einzelgänger, andere schätzen ihn als einen äußerst kameradschaftlichen, ehrgeizigen, furchtlosen und sehr sympathischen Diplomaten. Seine Verlobte beschreibt ihn als eine „reine, klare Künstlernatur“ mit einer ausgeglichenen, frohen Atmosphäre. Doktor Raab, sein ehemaliger Schulleiter, fasste sein „unbefangenes, bescheidenes und schlagfertiges Wesen“ unter dem Begriff einer „erfreulichen Schülererscheinung“ zusammen. Kranzfelder war ein Philosoph. Er stellte sich Fragen nach dem Grund der menschlichen Existenz, dem Sinn und dem Ziel des Lebens. Noch dazu war er anscheinend sehr hoffnungsvoll: „Machen wir ruhig Pläne, denn die Hoffnung ist die unversiegliche Kraft, aus der wir schöpfen können und sollen“ (Kranzfelder im Sommer 1943 in einem Brief an seine Verlobte).

### Beteiligung am Attentat
Kranzfelder war am Attentat vom 20. Juli 1944 beteiligt. Durch seine Position als Verbindungsoffizier der Seekriegsleitung in Berlin zum Auswärtigen Amt hatte Kranzfelder einen guten Überblick über die tatsächlichen Kriegsverhältnisse – er sah, wie sich alles zum Schlechten wandte und dass es für Deutschland unter einer fortbestehenden nationalsozialistischen Regierung „nie zu einem auch nur im entferntesten erträglichen Frieden“ kommen würde. Er wurde immer verzweifelter und entschloss sich 1943 – auch durch den Kontakt zu Berthold und Claus Schenk Graf von Stauffenberg – zum Widerstand. Seine Aufgabe war es, mögliche weitere Widerstandskämpfer in der Marine ausfindig zu machen und anzusprechen. Nach dem Attentat sollte Kranzfelder das Marinefernmeldenetz unter seine Kontrolle bekommen oder dessen Nutzung unterbinden, sowie später die Reaktionen von Großadmiral Karl Dönitz und Admiral Wilhelm Meisel, seinen Vorgesetzten bei der Marine, gegenüber den Befehlen des Generalfeldmarschalls Erwin von Witzleben beobachten, der als Oberbefehlshaber über die gesamte Wehrmacht vorgesehen war. Neben Kranzfelder und Berthold Schenk Graf von Stauffenberg als Marineoberstabsrichter im Oberkommando der Marine war als Marineangehöriger vor allem Admiral Wilhelm Canaris aktiv im Widerstand tätig. Kranzfelder war der Überbringer der Nachricht, dass in Berlin das Gerücht umgehe, dass „in der nächsten Woche das Führerhauptquartier in die Luft gesprengt werden“ solle. Stauffenberg soll sich aufgrund dieser von Kranzfelder übermittelten Information zum raschen und entschlossenen Handeln am 20. Juli 1944 entschieden haben.
Kranzfelder wurde am 24. Juli 1944 verhaftet und am 10. August 1944 von Roland Freisler vor dem Volksgerichtshof wegen Hoch- und Landesverrat zum Tode verurteilt. In dem Prozess wurden ebenfalls Todesurteile verkündet gegen die Offiziere Georg Alexander Hansen, Erich Fellgiebel, Fritz-Dietlof Graf von der Schulenburg und Berthold Schenk Graf von Stauffenberg, die zum Teil am selben Tag in Plötzensee gehängt wurden.

## Erinnerung und Ehrung
- In Gedenken an Kranzfelder hat die Bundesmarine ihren Marinestützpunkt in Eckernförde „Kranzfelder-Hafen“ benannt.
- An seiner ehemaligen Schule in Kempten wurde am 23. Januar 2007 eine Gedenktafel zu seinem und dem Andenken von Franz Sperr enthüllt.
- Die Stadt Kempten würdigte das Wirken anlässlich des 100. Geburtstags mit einer Feierstunde im Rathaus. Der Stadtrat beschloss 2008, eine Straße im Neubaugebiet auf der Breite nach Alfred Kranzfelder zu benennen.
- Die katholische Kirche hat Alfred Kranzfelder im Jahr 1999 als Glaubenszeugen in das deutsche Martyrologium des 20. Jahrhunderts aufgenommen.
- Die Marineschule Mürwik in Flensburg stellte im Juli 2016 eine Büste Kranzfelders in ihrer Aula auf.[2][3]
- Am 16. Juli 2010 wurde in der Beethovenstrasse 7 in Kempten ein Stolperstein für Kranzfelder verlegt.
- Am 3. November 2018 wurde die „Feld- und Marineloge Alfred Kranzfelder“ in Rostock gegründet.[4]